# イル・サッソフェッラート
イル・サッソフェラート（単にサッソフェラートとも）ことジョヴァンニ・バッティスタ・サルヴィ（ il Sassoferrato 本名: Giovanni Battista Salvi、1609年8月25日 - 1685年8月8日）はイタリアの画家である。バロック期の画家で、ラファエロを思わせる画風で知られた。

## 略歴
イタリア中部の現在のアンコーナ県のサッソフェッラートで生まれた。父親のタルクィニオ・サルヴィ(Tarquinio Salvi)も画家で、サッソフェラートは父親の工房で学んだ。その後のサッソフェラートの修業した場所について記録はないが、ボローニャの画家、ドメニキーノの工房で働いたことがあると考えられている。ドメニキーノはアンニーバレ・カラッチの弟子で、カラッチの別の弟子、フランチェスコ・アルバーニやグイド・レーニからも影響を受けた。20世紀イギリスの美術史家、フランシス・ラッセルの見方ではレーニはドメニキーノ以上にサッソフェラートに多くの影響を与えているとしている。さらにアルブレヒト・デューラーやグエルチーノ、ラファエロ・サンティといった画家の影響や、1630年代にローマで働いている時代に知り合った、ピエール・ミニャールの影響もみられるとする批評家もいる。
1630年頃、ペルージャで働き、1640年代にはローマ働き、ローマで結婚し、主にローマで働いた。
カルロ・ドルチと同じように、私的な顧客のために多くの宗教画を描き、修道院や教会の祭壇画を描いた。

## 作品

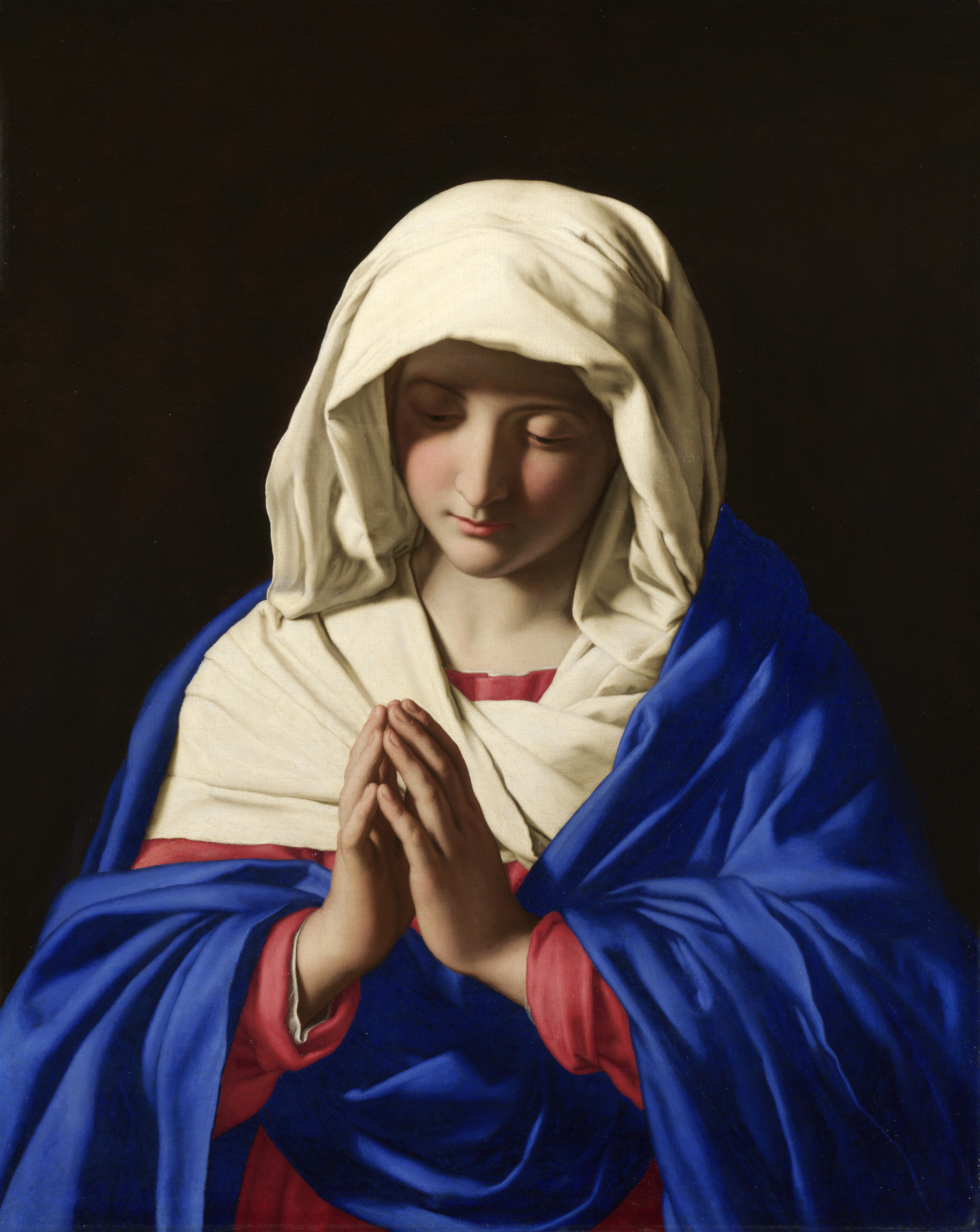
祈る聖母
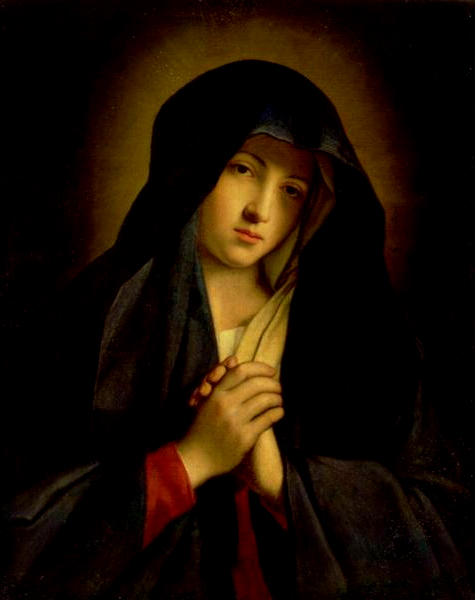
悲しみの聖母
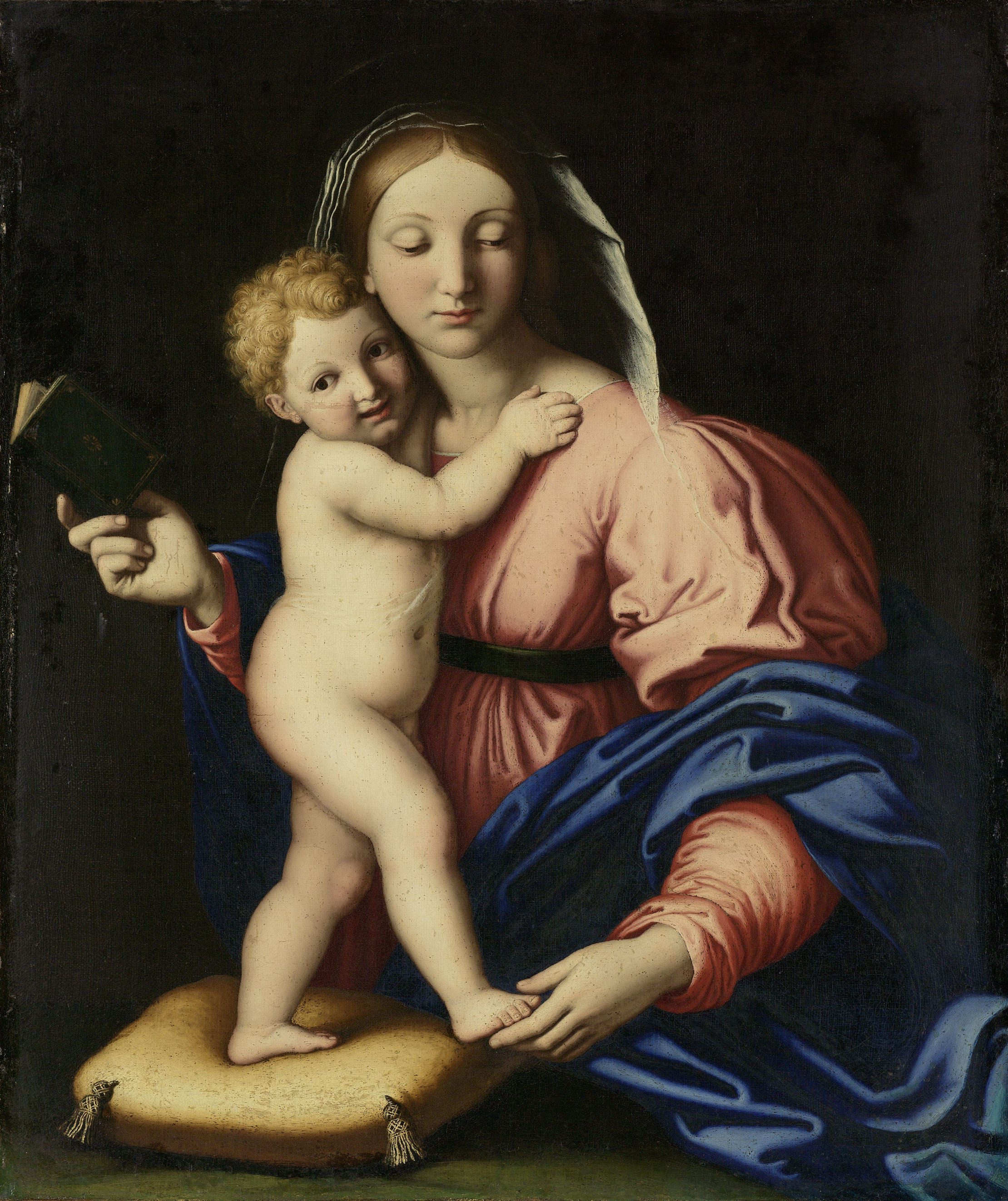
マドンナと子供
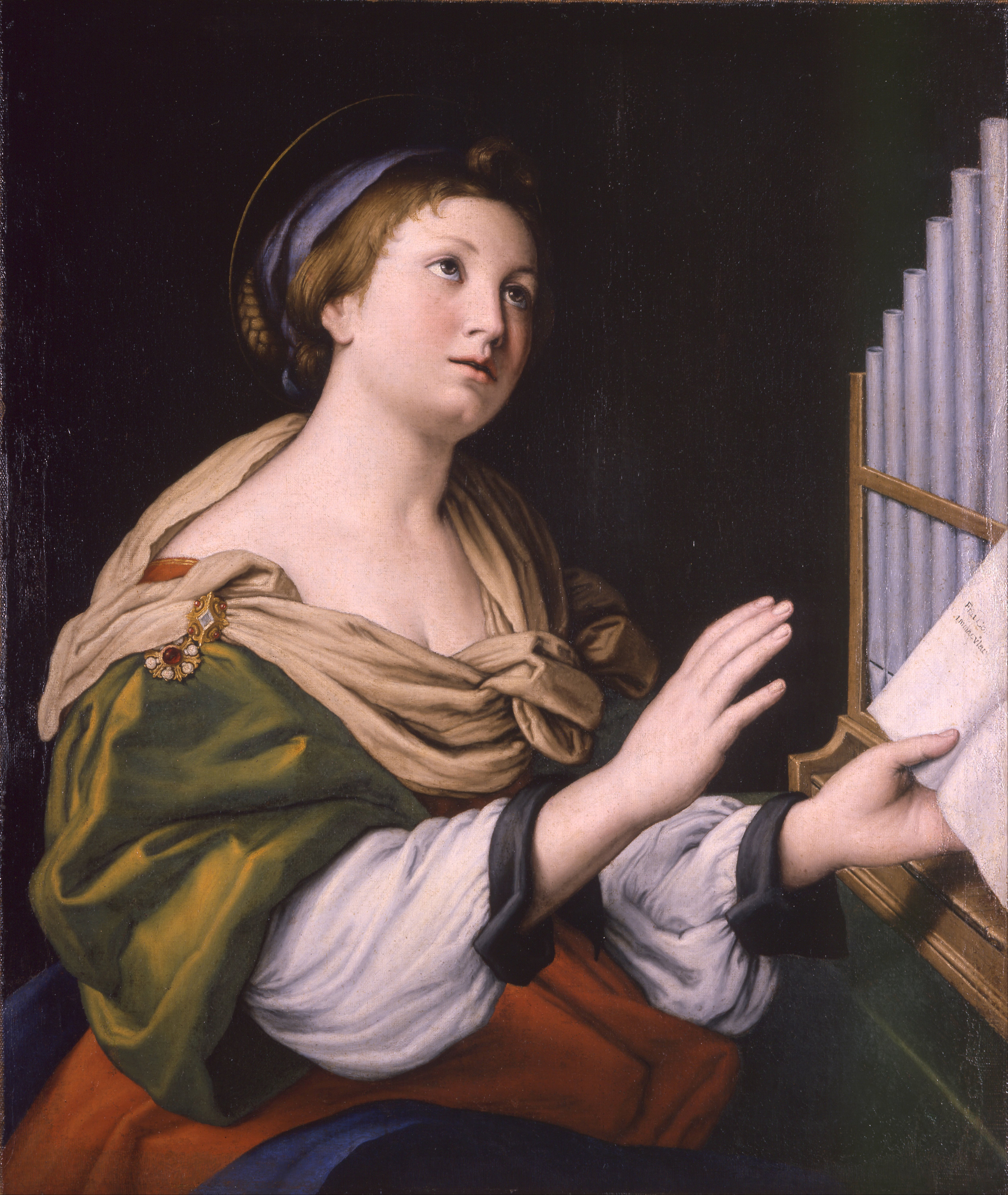
聖セシリア